# Кочнева, Ольга Александровна
Ольга Александровна Лукьянова (Кочнева) — российская шпажистка. Чемпионка Европы U23 (2009), участница  Европейских игр 2015, бронзовый призёр ОИ 2016. Заслуженный мастер спорта России. Мастер спорта России.

## Биография
Первые победы одержала на юниорском уровне. Обладательница командного золота и серебра на Первенстве Европы среди юниоров. Бронзовый призер в команде на Первенстве мира среди юниоров. Первый тренер Елена Николаевна Футина. Выступает за клуб «Динамо», Москва. Тренеры Александр Сергеевич Кислюнин и Виталий Александрович Кислюнин.

## Образование
- Государственное бюджетное профессиональное образовательное учреждение «Московское среднее специальное училище олимпийского резерва №3» (техникум) Департамента физической культуры и спорта города Москвы»
- Московский государственный университет путей сообщения (МИИТ), менеджмент организации в спорте.

## Личная жизнь
Замужем, сын Всеволод. Любит проводить свободное время с семьёй.

## Достижения
Олимпийские игры
- Бронза — Игры XXXI Олимпиады (Рио-де-Жанейро, Бразилия) (командная шпага)

Универсиада
- Бронза — Летняя Универсиада 2009 (Белград, Югославия)[6]

Чемпионат России
- Бронза — Чемпионат России по фехтованию 2016 года.

## Награды
- Медаль ордена «За заслуги перед Отечеством» II степени (25 августа 2016 года) — за высокие спортивные достижения на Играх XXXI Олимпиады 2016 года в городе Рио-де-Жанейро (Бразилия), проявленные волю к победе и целеутремленность[7].